# نبرد گذرگاه رونس‌وال
نبرد گذرگاه رونس‌وال (انگلیسی: Battle of Roncevaux Pass)، نبردی است که در سال ۷۷۸ میلادی بین نیروهای شارلمانی (امپراتوری فرانک) و نیروهای باسکی در منطقه رونس‌وال رخ داد با پیروزی باسکی همراه بود.

## پیش زمینه
در اوج حرکت ضد اموی در منطقه شمالی اندلس، سلیمان بن کلبی حاکم برشلونه و عبدالرحمن بن حبیب الفهری و ابوالئور حسین بن یحیی انصاری حاکم شهر هوسکا و غالیندو علیه عبدالرحمن داخل و حکومتش قیام کردند ولی چون قدرت کافی برای مقابله با وی را نداشتند درصدد یاری جستن از شارلمانی پادشاه فرانک‌ها برآمدند.
در این زمان شارلمانی در پادربورن مستقر بود که با نمایندگان مخالفان عبدالرحمن دیدار کرد و پس از شنیدن پیشنهاد آنها در عوض تسلیم شدن شهرهای بارسلون و سرقسطه و تحویل وزیر عبدالرحمن، ثعلبه بن عبید پیشنهاد آنها را پذیرفت؛ بنابراین شارلمانی با هدف برآورده کردن آرزوی پدر و پدربزرگ خود، عازم ایبریا شد. وی حتی قبل از آن درصدد ارتباط با عباسیان برای اتحاد علیه امویان اندلس برآمده بود.

## وقوع نبرد
وی پس از سرکوب قبائل ساکسون، به همراه سپاهی که مرکب از مردمان نوستریا، ژرمن، لومبارد، بریتون و آکوتین به شمال اندلس حمله برد.
شارلمانی سپاه خود را به دو بخش تقسیم کرد که لشکر اول تحت فرماندهی خودش از راه گذرگاه رونس‌وال و لشکر دوم تحت فرماندهی رولاند از شرق کوه‌های پیرنه عبور کردند. وی ابتدا توانست شهر بنبلونه که مرکز باسک‌ها بود را محاصره و بعد مدتی از تصرف کند. پس از آن یا رسیدن لشکر دوم، عازم سرقسطه شد اما برخلاف قراری که با سلیمان داشت، سلیمان شهر را تسلیم نکرد و درصدد مقاومت برآمد بنابراین شارلمانی شهر را محاصره کرد ولی شهر به شدت مقاومت کرد. سرانجام وی از بیم اتفاقی ناگوار، درصدد بازگشت برآمد اما در میانه راه، در گذرگاه رونس‌وال با نیروهای متحد باسک و پسران سلیمان برخورد کرد و درگیری بین آنها شروع شد.
در هجوم باسک‌ها، تعداد زیادی از افسران و فرماندهان فرانک کشته شدند. این شکست آنچنان برای شارلمانی و حکومتش سنگین بود که سال‌ها و حای قرن‌ها در مورد آن بحث می‌شد و سرود معروف رولاند (Chanson de Roland) از آن دسته بازگوهاست که مدت‌ها بین مردمان اروپا خوانده می‌شد.